# Lisias (general)
Lisias (? - 162 a. C.) fue un general y gobernador griego de la Siria seléucida en el siglo II a. C.
Fue descrito como "un hombre noble, y de sangre real". Antíoco IV Epífanes le dejó el gobierno del sur de Siria y la tutela de su hijo mientras él iba en persona a Persia a recaudar impuestos, que no llegaban de forma satisfactoria.
Según Josefo, las instrucciones de Lisias eran "conquistar Judea, esclavizar a sus habitantes, destruir totalmente Jerusalén y abolir toda la nación". Lisias, en consecuencia, mandó contra Judas Macabeo un gran ejército bajo Ptolomeo, hijo de Dorímenes, Nicanor y Gorgias. De esta fuerza Judas derrotó dos divisiones capitaneadas por Nicanor y Gorgias en Emaús (166 a. C.), y el año siguiente al propio Lisias en Bet Zur, tras lo que procedió a la purificación del Templo.
En la narración de estas campañas, hay diferencias considerables entre los escritores de I Macabeos y II Macabeos, que los estudiosos no han encontrado fáciles de explicar. Antíoco murió en Babilonia en su campaña persa (164 a. C.), y Lisias asumió el cargo de regente durante la minoría de su hijo, aún un niño. Reunió otro ejército en Antioquía, con el que reconquistó Bet Zur y estaba asediando Jerusalén cuando supo de la proximidad de Filipo, a quien Antíoco había confiado la custodia del príncipe en su lecho de muerte. Derrotó a Filipo en 163 a. C. y fue reconocido por Roma, pero al año siguiente cayó con su pupilo Antíoco V en manos de Demetrio I, que dio muerte a ambos.